# Jaroslav Halák
Jaroslav Halák (Bratislava, 13 maggio 1985) è un hockeista su ghiaccio slovacco che gioca nel ruolo di portiere nei New York Rangers, squadra della National Hockey League. Ha vinto il Jennings Trophy nella stagione 2011-2012, in cui assieme al compagno di squadra dei St. Louis Blues Brian Elliott ha subito solo 165 gol.

## Palmarès

### Individuale
- William M. Jennings Trophy: 1

2011-2012
- NHL All-Star Game: 1

2015
- AHL All-Rookie Team: 1

2006-2007
- AHL All-Star Classic: 1

2007
- Campionato mondiale di hockey su ghiaccio Under-18 All-Star Team: 1

Russia 2003
- Miglior portiere Campionato mondiale di hockey su ghiaccio Under-18: 1

Russia 2003